# Jac Bongaerts
Willem Jacobus Antonius (Jac) Bongaerts (Tegelen, 24 april 1920 - Venlo,  19 maart 1997) was een Nederlands keramist en kunstschilder.
Sinds 1936 was hij betrokken bij de oprichting van het Atelier voor Sierkeramiek Russel-Tiglia, waar in 1948-1949 verschillende Cobra-leden waaronder Karel Appel, Corneille en Anton Rooskens met keramiek experimenteerden. Ook prinses Beatrix heeft hier met keramiek gewerkt. Van 1945 tot 1948 studeerde hij aan de Staatliche Fachschule für Keramik in Landshut. In 1949 zette hij samen met E. Hustinx pottenbakkerij en aardewerkfabriek De Steenbok in Reuver op en in 1952 begon hij JABO Keramiek, zijn eigen atelier in Tegelen. Hier werden naast kunst- en sieraardewerk ook bierpullen en beeldjes voor de Efteling gemaakt. Een van zijn laatste werken was een 4 meter lange keramische kerstgroep met een gewicht van meer dan 100 kilo. In 2005 werd het laatste doodlopende stuk van de Schoolstraat waar zijn atelier lag door de gemeente omgedoopt in Jac. Bongaertsstraat.